# Auftriebsbeiwert
Der Auftriebsbeiwert oder Auftriebskoeffizient ist ein dimensionsloser Beiwert für den dynamischen Auftrieb eines von einem Fluid umströmten Körpers. Er ist eine wichtige Kenngröße bei der Charakterisierung von Profilen in der Strömungslehre. Bei PKW ist der Auftriebsbeiwert einer von sechs Beiwerten, die z. B. im Windkanal bestimmt werden. In Formeln wird für den Auftriebsbeiwert im deutschen Sprachraum meist das Kürzel {\displaystyle c_{\mathrm {a} }} gewählt. In englischen Texten ist es häufig {\displaystyle c_{\mathrm {l} }} (l für lift) oder {\displaystyle c_{\mathrm {z} }}.
Der Auftriebsbeiwert ist eine Spezialform des Quertriebsbeiwertes {\displaystyle c_{\mathrm {F} }} oder {\displaystyle c_{\mathrm {q} }}.
Ein Auftriebsbeiwert kann für alle von Fluiden angeströmten länglichen Körper mit allen Querschnitten experimentell ermittelt werden.
Grafisch angegeben werden Auftriebsbeiwerte abhängig vom Anströmwinkel {\displaystyle \beta } beispielsweise zur Beurteilung der Transversalwellen von vereisten Freileitungen (Leitungsgalopp) oder Brückenfahrwegen (englisch: Galloping; Beispiel: "Galloping Gertie").
Der Auftriebsbeiwert ergibt sich aus der Auftriebskraft {\displaystyle F_{\mathrm {a} }}, normiert auf den Staudruck {\displaystyle q} und den Flächeninhalt {\displaystyle A} der Bezugsfläche; als Bezugsfläche wird bei Profilen die Flügelfläche, bei Fahrzeugen die Stirnfläche gewählt:
{\displaystyle c_{\mathrm {a} }={\frac {F_{\mathrm {a} }}{q\,A}}.}
Der Auftriebsbeiwert ist wie andere aerodynamische Beiwerte, z. B. der Widerstandsbeiwert, von der Orientierung des Körpers in der Strömung abhängig, ausgedrückt durch den Anströmwinkel. Das Verhältnis zwischen Auftriebs- und Widerstandsbeiwert in Abhängigkeit vom Anströmwinkel wird durch das Polardiagramm angegeben, das sich für verschiedene Profilformen deutlich unterscheidet.

## Reduktion beim endlich langen Flügel
Die Angaben in einer Profilpolare lassen sich direkt auf einen unendlich langen Flügel mit diesem Profil übertragen. Für einen endlich langen Flügel dagegen ist zusätzlich der Einfluss des Flügelendes zu berücksichtigen. Denn am äußersten Ende eines Flügels verringern Querströmungen den Druckunterschied zwischen Ober- und Unterseite weiter innen am Flügel, was einen kleineren dynamischen Auftrieb bedeutet. Die Querströmung bewirkt außerdem den Randwirbel.
Der Auftriebskoeffizient eines realen Flügels ist also kleiner als in der Polaren angegeben. Je länger der Flügel im Verhältnis zu seiner Tiefe (d. h. je größer seine Streckung), desto näher kommt der Flügel dem Koeffizienten eines unendlich langen Flügels. Der Auftriebskoeffizient {\displaystyle c_{\mathrm {a} ,{\text{endlich}}}} eines endlich langen Flügels mit der Streckung {\displaystyle \Lambda } lässt sich wie folgt näherungsweise aus dem Auftriebskoeffizienten {\displaystyle c_{\mathrm {a} ,{\text{unendlich}}}} eines unendlich langen Flügels berechnen:
{\displaystyle c_{\mathrm {a} ,{\text{endlich}}}={\frac {\Lambda }{\Lambda +2}}\,c_{\mathrm {a} ,{\text{unendlich}}}}